# Сен-Мер
Сен-Мер (фр. Château Saint-Maire) — замок в Лозанне, резиденция правительства кантона Во.
Здание было построено в начале XV века, своё название замок получил в честь епископа Аванша и Лозанны Ма́рия (вторая половина VI века). Строительство проводилось под патронажем местного епископа в качестве будущей своей резиденции. В 1536 году замок был секуляризован бернцами, а местный епископ спасся бегством лишь благодаря потайной лестнице, а Сен-Мер стал местом пребывания бальи Берна.
В 1803 году после образования кантона Во и до настоящего времени замок является резиденцией кантонального правительства. В 1890 году была разрушена башня рядом с замком.